# Burggüter der Stadt Bayreuth

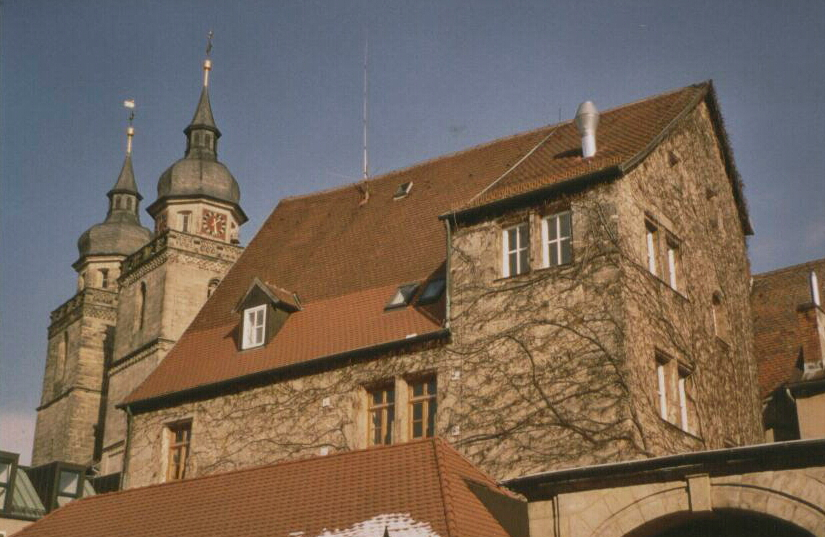
Nanckenreuther Burggut, dahinter die Türme der Stadtkirche

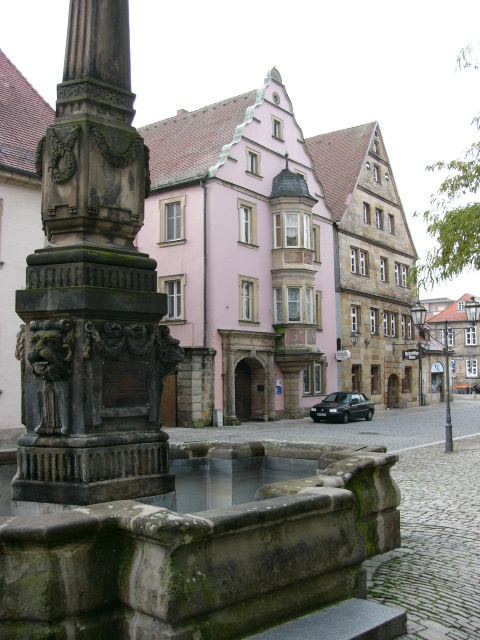
Seckendorffer (links) und Nanckenreuther Burggut

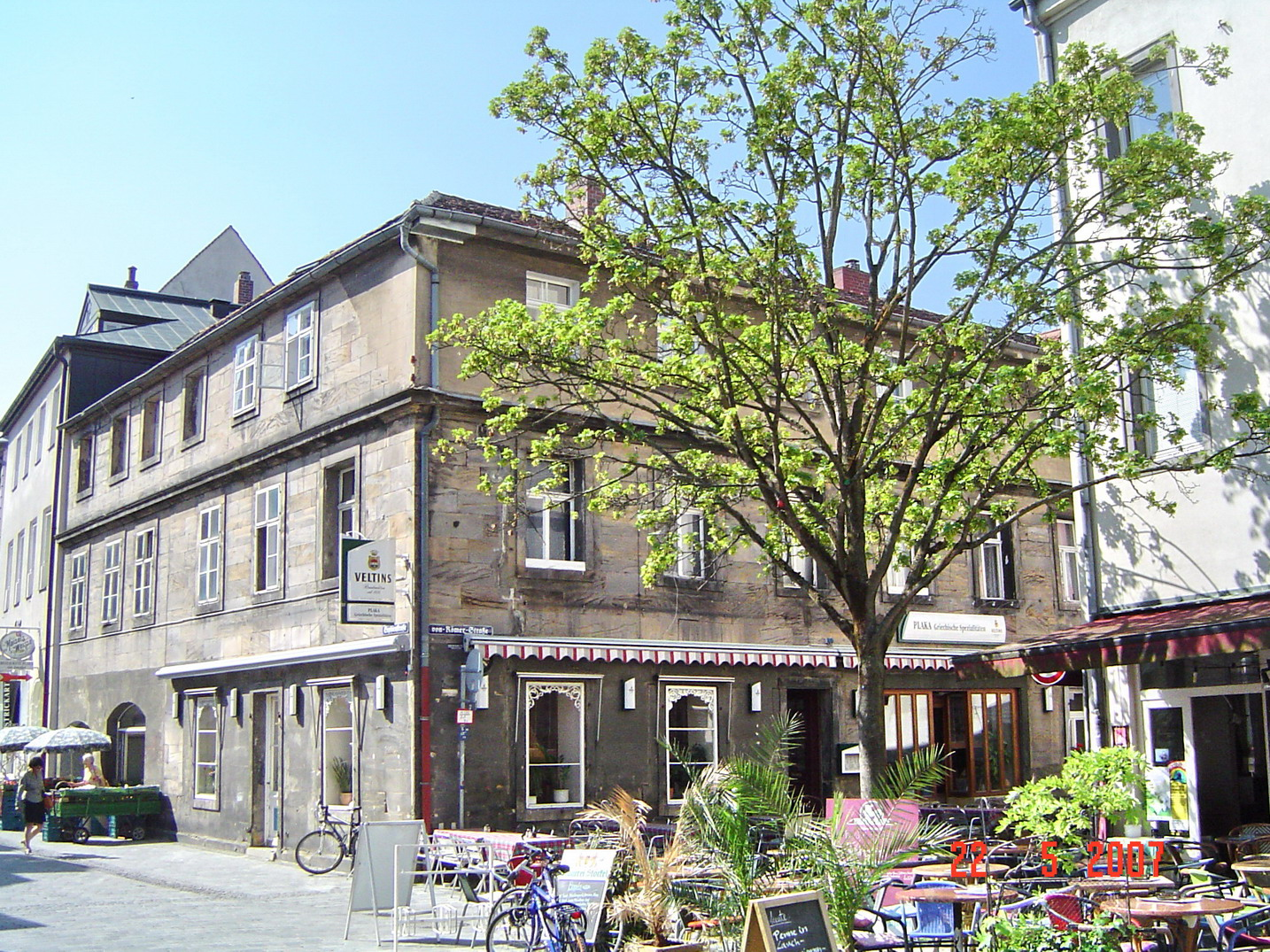
Burggut Plassenberg

Die Burggüter der Stadt Bayreuth, auch als Freihäuser bezeichnet, waren privilegierte Gebäude vor allem lokaler Adelsfamilien in der Nähe der Stadtmauer von Bayreuth. Sie sind Teil der historischen Innenstadt. Nicht aufgeführt sind Zier- und Nachbauten, die nie als Wohngebäude oder zur Verteidigung genutzt wurden.

## Steuerbefreite, privilegierte Burggüter
Im Gegensatz beispielsweise zu den Burggütern der Stadt Kulmbach hatten die Bayreuther Burggüter keine Funktion zur Verteidigung der Stadt. Lediglich die ersten von den Nürnberger Burggrafen belehnten Adeligen könnten als Burgmannen dafür vorgesehen gewesen sein. Die Burggüter von Bayreuth zeichnen sich durch ihre besondere privilegierte Stellung als Freihäuser aus. Sie waren von allen städtischen Steuern befreit.

## Ritteradelige Güter bei der Stadtkirche
Die Freihäuser, die nach ihren adeligen Besitzern benannt wurden, stehen in der Kanzleistraße und in der Sophienstraße nahe der Stadtkirche Heilig Dreifaltigkeit. Namentlich sind es das Nanckenreuther Haus von 1439 (Kanzleistraße 15), das Seckendorffer Haus (Kanzleistraße 13) und die Plassenberger Hofstatt (Sophienstraße 22), etwas später wurde auch das Sparnecker Haus (Sophienstraße 29) benannt.
Bereits vor 1398 soll das Grundstück des Seckendorffer Burgguts bebaut gewesen sein. Das damalige Anwesen wird als Haus mit Hofreit und Garten beschrieben. Im Jahr 1511 errichtete die Sankt-Anna-Bruderschaft ein neues Gebäude. Auf Franz Maran, Tanzmeister am Bayreuther Hof, geht dessen heutiges Aussehen zurück. Seit 1967 hat dort ein Bestattungsunternehmen seinen Sitz.

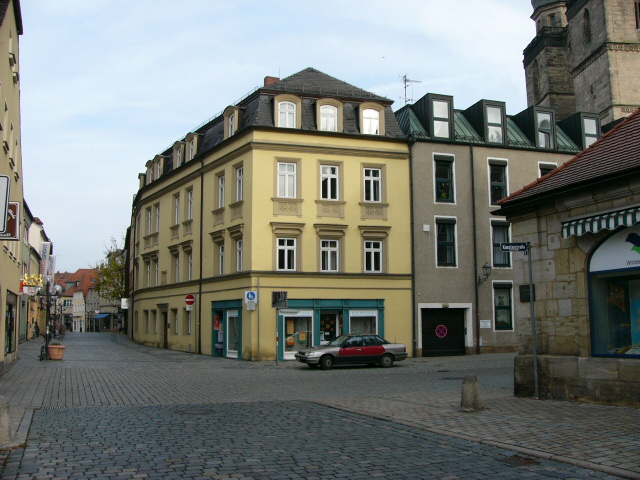
Standort des Sparnecker Burggutes

Das Sparnecker Burggut war ein Eckhaus. Es war 1439 noch nicht erwähnt und vor 1490 nur eine einfache Scheune, allerdings ausdrücklich als Burggut bezeichnet. Aus den Quellen geht hervor, dass Hans von Sparneck das Gut erworben und sein Sohn es für sich und seinen Bruder 1490 „aufgereicht“ (ausgebaut?) hatte. Bereits 1490 kaufte Kastner Hans Sendelbeck das Haus von Georg von Sparneck zu Uprode und 1523 gab es einen Rechtsstreit Sendelbecks mit der Stadt, wobei der Burggutscharakter und die Steuerfreiheit erneut bestätigt wurden. Es fällt allerdings schwer, das Haus seiner Bedeutung nach den anderen Burggütern gleichzustellen. Der Stadtrat von Bayreuth benannte am 23. Oktober 1963 eine von der Preuschwitzer Straße nach Norden abzweigende Stichstraße am Roten Hügel nach den Sparneckern, den Sparneckerweg. Die Fläche, auf der das Burggut stand, ist mit neueren Häusern bebaut.

## Trivia
Das Nanckenreuther Haus wurde 1976 von einer ortsansässigen Brauerei gepachtet. Seitdem wird es häufig als „Braunbierhaus“ bezeichnet.